# Шлуппер, Йоханнес
Йоханнес Пауль Паулус Шлуппер (нем. Johannes Paul Paulus Schlupper; 17 октября 1908, Райхенбах, Германская империя — 22 августа 1980, Бремен, ФРГ) — оберштурмфюрер СС, командир части айнзацкоманды 11b, военный преступник.

## Биография
Йоханнес Шлуппер родился 17 октября 1908 года родился в семье торговца Пауля Отто Шлуппера. После окончания городской школы получил коммерческое образование, сдав в 1925 году экзамен на помощника продавца. Впоследствии работал на отцовском предприятии по продаже кондитерских и сахарных изделий, занимаясь там бухгалтерским учётом. В октябре 1933 года занял должность на частном предприятии по охране зданий в Райхенбахе.
В 1928 году был принят в Гитлерюгенд. 1 апреля 1930 года вступил в НСДАП (билет № 227850), а через четыре месяца — в Штурмовые отряды (СА). 20 ноября того же года перешёл из СА в ряды СС. Осенью 1938 года поступил на службу в гестапо и переведён в отделение в Плауэне. Изначально работал в отделе по «борьбе с марксизмом и коммунизмом» а впоследствии в разведывательном отделе. Его основной задачей была слежка при помощи агентов за военно-экономическими предприятиями. В мае 1941 года был откомандирван в Бад-Дюбен, где присоединился к айнзацкоманде 11b. В октябре 1941 года совместно с Бруно Мюллером участвовал в расстреле 300 евреев в Одессе. Шлуппер был начальником части, дислоцированной в оккупированном Черкесске. В сентябре 1942 года совместно с вермахтом организовал там убийство 550 местных евреев при использовании газвагенов. В конце 1943 года после роспуска айнзацгруппы D был отправлен в ведомство командира полиции безопасности и СД в Варшаве и возглавил отделение ведомства в Груеце. В августе или сентябре 1944 года прибыл в школу Главного управления имперской безопасности (РСХА) в Фюрстенберге, где обучал сотрудников ведению антипартизанской борьбы. С весны 1945 года служил в отделении гестапо в Хемнице.
После окончания войны подрабатывал батраком у разных фермеров в Гессене и Ольденбурге. До 1954 года жил под чужим именем, так как в СССР был заочно осуждён за участие в борьбе с партизанами советским судом к 25 годам каторжного труда и поэтому опасался экстрадиции в Советский Союз. В последующие годы работал на бременском торговом предприятии. С 1956 по 1973 год работал кладовщиком в Бремене. 29 марта 1974 года земельным судом Мюнхена за пособничество в убийстве в 380 случаях был приговорён к 4 годам и 6 месяцам заключения. 1 июня 1978 года был условно-досрочно освобождён. Умер в 1980 году в Бремене.